# Lilli Promet
Lilli Promet (n. 16 februarie 1922, Petseri⁠(d) – d. 16 februarie 2007, Tallinn, Estonia) a fost o scriitoare estonă.

## Viața
Promet s-a născut în Petseri fiica pictorului estonian, Aleksander Promet. După terminarea școlii elementare din Tallin, ea a intrat la Școala de Artă Industrială de Stat în 1935, pe care a absolvit-o în primăvara anului 1940. În toamnă a fost rugată să lucreze la ziarul Noorte Hääl. După izbucnirea celui de-al doilea război mondial, ea și familia ei au fost forțați să-și părăsească casa și au fost evacuați în Tatarstan. În vara anului 1943, Promet a mers să lucreze la radio în limba estonă în blocatul Leningrad. Între 1944-1951 a lucrat ca jurnalist la Tallinn. În perioada sovietică, a fost membră a Partidului Comunist Estonian. Promet a murit la 85 de ani în Tallinn. Este îngropată la cimitirul Metsakalmistu din Tallinn. A fost căsătorită cu scriitorul Ralf Parve (1919-2011). Fiul lor Ralf R. Parve (1946-2008) a fost jurnalist și politician.

## Filmografie
- Tütarlaps mustas (1966)
- Roosa kübar (1963)

## Carte
Următoarele titluri sunt o parte din operele publicate de Lilli Promet:
- Roosa kübar (1961)
- Meesteta küla (1962, nuvelă)
- Lamav tiiger (1964)
- Kes levitab anekdoote? (1967)
- Iibelpuu (1970)
- Primavera (1971, nuvelă)
- Raamita pildid (1976, eseuri)
- A Summer's Painting and Other Stories (1984)
- Õhtusel alleel (1989)
- Iisabel: Romaan (1992)
- Aheldatud muusa (1997)